# Привласнений герб
Привласнений герб - це особисті геральдичні досягнення, що заявляються як здобич війни, зокрема, герб переможеної в бою людини, яка віддає його переможцю в обмін на своє життя, або на який претендує переможець після смерті переможеного. Згідно з одним джерелом, привласнений герб вважався більш почесним, ніж герб, отриманий внаслідок зрілості, оскільки останній "однаково надається боягузам і сміливим".  Історично склалося так, що історичні привласнені герби лише законно покладались на схвалення суверена і, після надання, проходили атестацію для нащадків нового власника, як спадково набутий герб.
Привласнений герб не слід плутати з присвоєним гербом, який є гербом, на які претендує особа без отримання дозволу від влади.